# ГЕС-ГАЕС Міо
ГЕС-ГАЕС Міо (三尾発電所) – гідроелектростанція в Японії на острові Хонсю. Знаходячись між ГЕС Такігоші (28,9 МВт, вище по течії) та ГЕС Кісо, входить до складу каскаду на річці Отакі, правій притоці Кісо, яка за десяток кілометрів на захід від Нагої впадає до затоки Ісе (Внутрішнє Японське море). При цьому між станцією Такігоші та греблею станції Міо відбувається відбір води для роботи ГЕС Мітаке, котра скидає воду назад до Отакі нижче за водозабір ГЕС Міо (але вище від її машинного залу).
Обидва резервуари станції створені на Отакі. Верхній утримує кам’яно-накидна гребля Макіо висотою 105 метрів та довжиною 264 метра, яка потребувала 2,6 млн м3 матеріалу. За нею знаходиться водосховище з площею поверхні 2,47 км2 і об’ємом 75 млн м3 (корисний об’єм 68 млн м3), в якому припустиме коливання рівня між позначками 832 та 880 метрів НРМ. Нижній резервуар створений бетонною гравітаційною греблею Кісо висотою 35 метрів та довжиною 133 метра, яка потребувала 45 тис м3 матеріалу. Вона утримує водойму з площею поверхні 0,42 км2 і об’ємом 4,4 млн м3 (корисний об’єм 1,8 млн м3), котра також працює на забезпечення зазначеної вище ГЕС Кісо.
Верхній та нижній резервуари сполучені з розташованим між ними машинним залом за допомогою тунелів довжиною 3 км та 1,3 км відповідно. Станцію обладнали однією оборотною турбіною типу Френсіс потужністю 35,5 МВт, яка в 2016-му була модернізована до показника у 37 МВт. Вона використовує номінальний напір у 137 метрів.